# Bouizakarne
Bouizakarne (arabiska: بويز كارن) är en stad i Marocko. Den ligger i provinsen Guelmim och regionen Guelmim-Oued Noun, 600 km söder om huvudstaden Rabat. Antalet invånare var 14 228 vid folkräkningen 2014.